# Панда Кунг-Фу: Легенди крутості
«Панда Кунг-Фу: Легенди крутості» (англ. Kung Fu Panda: Legends of Awesomeness) — комедійний мультсеріал, випущений компанією «DreamWorks Animation» для телеканалу «Nickelodeon» з 2011 до 2016 року.
З 25 липня 2012 року показ почався на телеканалі «QTV». У 2013—2018 роках транслювався на «Новому каналі», у 2018—2023 — на телеканалі «ТЕТ», а з 2019 до 2024 року — на телеканалі «ПлюсПлюс».

## Персонажі
У серіалі з-поміж основних персонажів, дев'ять — з мультфільму «Панда Кунг-Фу», та багато нових: в цілому вороги.
| Персонаж                                    | Тварина                   | Оригінальне озвучення |
| ------------------------------------------- | ------------------------- | --------------------- |
| По (Po)                                     | Велика панда              | Мік Вінгерт           |
| Майстер Тигриця (Tigress)                   | Південнокитайський тигр   | Кері Волґрен          |
| Майстер Богомол (Mantis)                    | Богомол                   | Макс Кох              |
| Майстер Мавпа (Monkey)                      | Золотиста кирпоноса мавпа | Джеймс Сє             |
| Майстер Журавель (Crane)                    | Журавель японський        | Амір Талай            |
| Майстер Гадюка                              | Куфія бамбукова           | Люсі Лью              |
| Майстер Шифу (Shifu)                        | Панда гімалайська         | Фред Татаскьор        |
| Великий майстер Угвей (Grand Master Oogway) | Галапагоська черепаха     | Рендалл Дук Кім       |
| Пан Пінь (Mr. Ping)                         | Гусак                     | Джеймс Хонг           |

## Українське закадрове озвучення
Мультсеріал озвучено студією телеканалу «СТБ» на замовлення телеканалу «QTV» у 2012—2014 роках. Ролі озвучували: Анатолій Пашнін, Анатолій Зіновенко, Юрій Ребрик, Павло Скороходько і Наталя Романько-Кисельова.